# Arne Hoff
Arne Hoff (* 1. Oktober 1907 in Kopenhagen; † 16. Dezember 1997 in Gentofte) war ein dänischer Historiker, Waffenhistoriker und Direktor des Königlichen Dänischen Zeughausmuseums. Er zählt zu den bekanntesten Waffenforschern des 20. Jahrhunderts.

## Leben
1925 schloss Hoff die Höhere Schule ab. Ein daran anschließendes Jurastudium brach er ab, um sich für das Fach Geschichte einzuschreiben. Während des Studiums arbeitete er unter anderem für Poul Nørlund und Torsten Lenk am Dänischen Nationalmuseum und nahm hier an den Ausgrabungen zur Schlacht von Visby teil.
Nach dem Studienabschluss im Jahre 1934 trat Hoff in den Dienst des Königlichen Dänischen Zeughausmuseums, was mit der Ernennung zum Leutnant der Reserve der Artillerie verbunden war. 1951 wurde er mit der Schrift Ældre dansk bøssemageri især i 1600-tallet promoviert. 1955 erfolgte die Beförderung zum Major der Reserve. Als solcher lehrte Hoff Geschichte an der Offiziersschule der dänischen Streitkräfte.
Von 1966 bis 1977 leitete Hoff das Königliche Dänische Zeughausmuseum.

## Werk
Bereits mit dem Eintritt in den Dienst des Zeughausmuseums war Hoff die Pflege der Gewehrsammlung übergeben worden. Hieraus resultierte auch seine Promotion zum dänischen Büchsenmacherhandwerk.
Hoff bevorzugte eine quellennahe und an den originalen Objekten orientierte Forschungsweise. Er veröffentlichte zahlreiche Bücher und Aufsätze zu historischen Waffen, vor allem zu Vorderladern. Eine wichtige Fragestellung bildete für ihn das Verhältnis zwischen niederländischen und französischen Handfeuerwaffen. Insbesondere sein waffenhistorisches Handbuch zählt heute zu den Standardwerken der Feuerwaffenforschung.
Auch bearbeitete Hoff gemeinsam mit anderen Wissenschaftlern mehrere Waffensammlungen, etwa die niederländische Sammlung Henk Visser oder die Sammlungen auf Schloss Rosenborg und Schloss Erbach. Weiterhin war Hoff für die Schriftleitung des Vaabenhistoriske Aarbøger verantwortlich.
Für seine Verdienste wurde Hoff unter anderem zum Ritter des Dannebrogordens ernannt.

## Veröffentlichungen (Auswahl)
- Arne Hoff: The Rasmussen Revolving Guns. Kopenhagen 1946.
- Arne Hoff: Ældre dansk bøssemageri især i 1600-tallet. 2 Bände. Kopenhagen 1951.
- Arne Hoff: Feuerwaffen. Ein waffenhistorisches Handbuch. 2 Bände. Braunschweig 1969.
- Arne Hoff: Windbüchsen und andere Luftdruckwaffen. Singhofen 1977.
- Arne Hoff: Dutch Firearms. London 1978.
- Arne Hoff, H. D. Scheperlern, Gudmund Bosen: Royal Arms at Rosenborg. 2 Bände. Kopenhagen 1996.
- Guus de Vries, Jan Piet Puype, Bas Martens, Arne Hoff u. a.: The Visser Collection. Arms of the Netherlands in the Collection of H. L. Visser. 5 Bände. Zwolle 1996.